# Silvano Contini
Pour les articles homonymes, voir Contini.
Silvano Contini est un coureur cycliste italien, né le 15 janvier 1958 à Leggiuno. Il est professionnel de 1978 à 1990.

## Palmarès

### Palmarès amateur
- 1977
  - Trophée Alberto Triverio
  - 2e, 4e et 6e étapes du Tour de la Vallée d'Aoste
  - 5e étape du Tour du Chili
  - Trofeo Industria e Commercio Alta Brianza
  - 3e du Tour de la Vallée d'Aoste
  - 3e de la Coppa Alberto da Giussano

### Palmarès professionnel
- 1979
  -  Classement du meilleur jeune du Tour d'Italie
  - Tour du Piémont
  - Tour du Latium
  - 2e du Trophée Matteotti
  -  2e du Tour de Lombardie
  - 3e du Tour des Pouilles
  - 3e du Tour d'Ombrie
  - 3e du Tour de Vénétie
  - 3e du Tour d'Émilie
  - 5e du Tour d'Italie
  - 6e du Tour de Romandie
- 1980 
  - 1rea étape du Paris-Nice (contre-la-montre par équipes)
  - 3e étape du Tour de Romandie
  - 7e étape du Tour d'Italie
  - Grand Prix de l'industrie et du commerce de Prato
  - Grand Prix de la ville de Camaiore
  - Trophée Matteotti
  - 3e étape de la Ruota d'Oro (contre-la-montre)
  - 2e du Tour de Romandie
  - 2e de Milan-Vignola
  - 2e de la Ruota d'Oro
  - 3e du Tour de Campanie
  - 3e de la Coppa Placci
  - 3e des Trois vallées varésines
  - 3e du Tour de Vénétie
  - 5e de Paris-Nice
  - 8e du Tour de Lombardie
- 1981
  - 1re étape de Paris-Nice
  - Tour du Pays basque :
    - Classement général
    - 3e, 4e et 5eb (contre-la-montre) étapes

  - Classement général du Tour d'Allemagne
  - 3e du Trophée Pantalica
  - 3e du Tour de Vénétie
  - 3e du Tour d'Émilie
  - 4e du Tour d'Italie
  - 10e du Championnat de Zurich
- 1982
  - 3e étape de la Semaine catalane
  - Liège-Bastogne-Liège
  - 6e, 13e et 17e étapes du Tour d'Italie
  - 7e étape du Tour de Suède
  - Viège-Grächen
  - Coppa Bernocchi
  - 2e du Tour d'Émilie
  - 3e du Tour de Romandie
  - 3e du Grand Prix de l'industrie et de l'artisanat de Larciano
  - 3e du Super Prestige Pernod
  - 7e de Milan-San Remo
  - 8e de Gand-Wevelgem
  - 10e de Tirreno-Adriatico
- 1983
  - 1re étape du Tour d'Italie (contre-la-montre par équipes)
  - Tour du Latium
  - Trophée Baracchi (avec Daniel Gisiger)
  -  2e des Trois vallées varésines
  - 5e de Blois-Chaville
  - 9e du Tour de Lombardie
- 1984
  - Coppa Sabatini
  - 2e du championnat d'Italie sur route (Coppa Bernocchi)
  -  3e du Tour d'Ombrie
- 1985
  - Classement général du Tour des Pouilles
  - Grand Prix du Midi libre :
    - Classement général
    - 1re étape

  - Tour de l'Aude :
    - Classement général
    - 1re étape

  - Classement général de la Ruota d'Oro
  - Coppa Placci
  - 2e du Tour du Trentin
  - 7e de Tirreno-Adriatico
  - 7e du Tour d'Italie
  - 7e du Tour de Lombardie
- 1987
  - Tour d'Ombrie
  - 3e du Trophée Pantalica
- 1988
  - Trofeo dello Scalatore :
    - Classement général
    - 3e épreuve

  - 2e du Tour de Toscane
- 1989
  - 5ea étape du Tour de Murcie
  - 2e du Tour de Murcie

## Résultats dans les grands tours

### Tour de France
2 participations
- 1986 : 41e
- 1987 : 55e

### Tour d'Italie
11 participations
- 1979 : 5e,   vainqueur du classement du meilleur jeune
- 1980 : abandon (20e étape), vainqueur de la 7e étape
- 1981 : 4e,  maillot rose pendant 6 jours
- 1982 : 3e, vainqueur des 6e, 13e et 17e étapes,  maillot rose pendant 1 jour
- 1983 : non-partant (22e étape), vainqueur de la 1re étape (contre-la-montre par équipes),  maillot rose pendant 2 jours
- 1984 : 34e
- 1985 : 7e
- 1986 : 20e
- 1988 : 22e
- 1989 : 53e,  maillot rose pendant 5 jours
- 1990 : abandon (3e étape)

### Tour d'Espagne
1 participation
- 1989 : 52e

## Distinctions
- Mémorial Gastone Nencini (révélation italienne de l'année) : 1979